# Culture de l'Ouganda

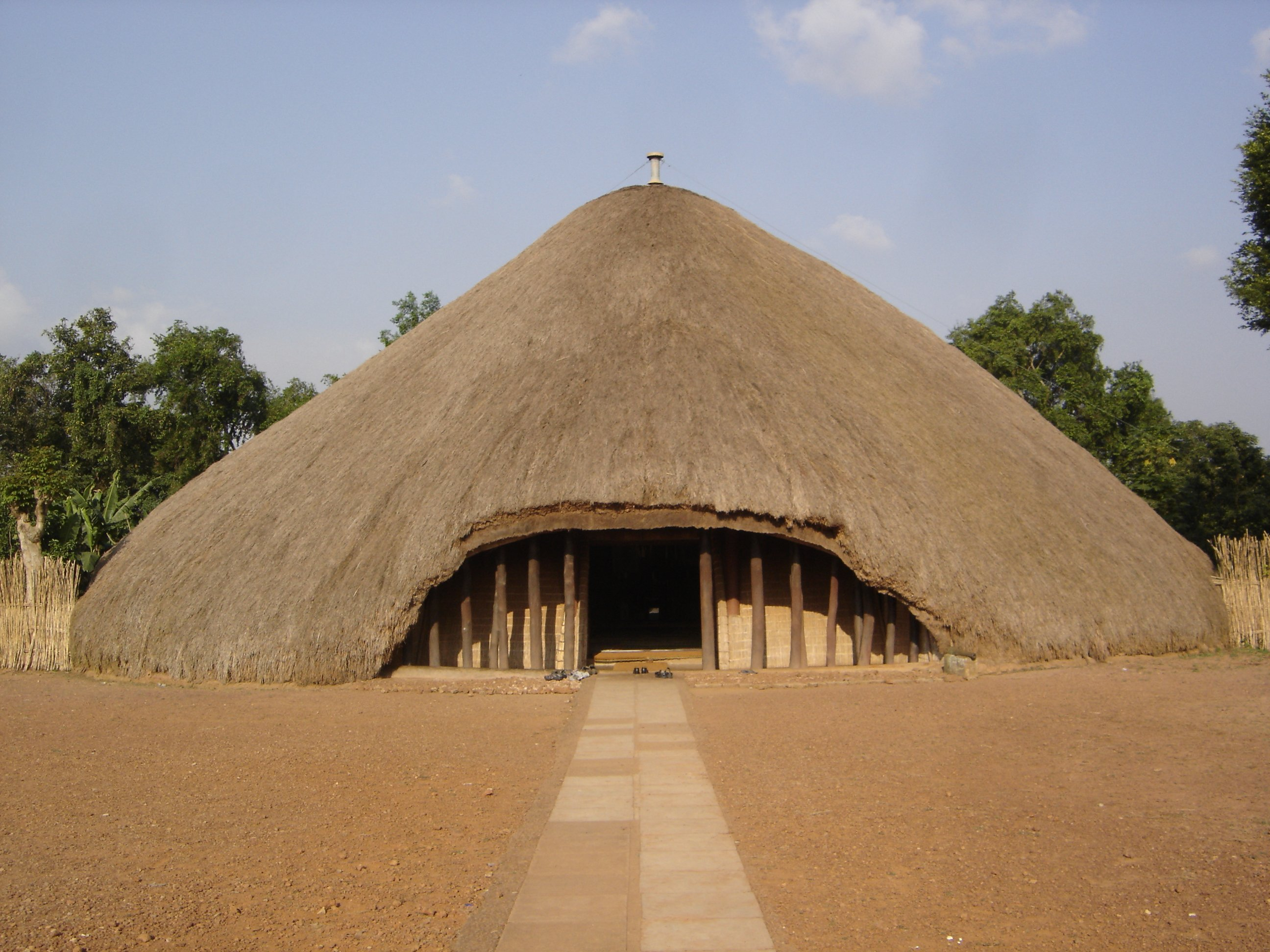
Tombeaux des rois du Buganda à Kasubi

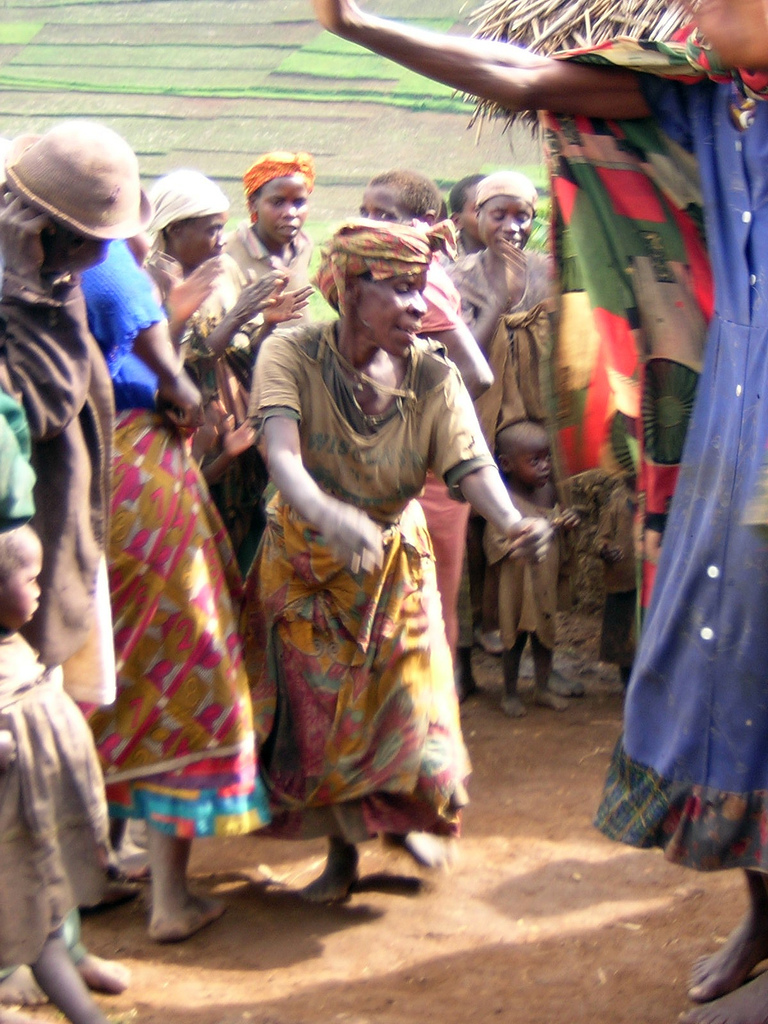
Danseurs dans un village twa

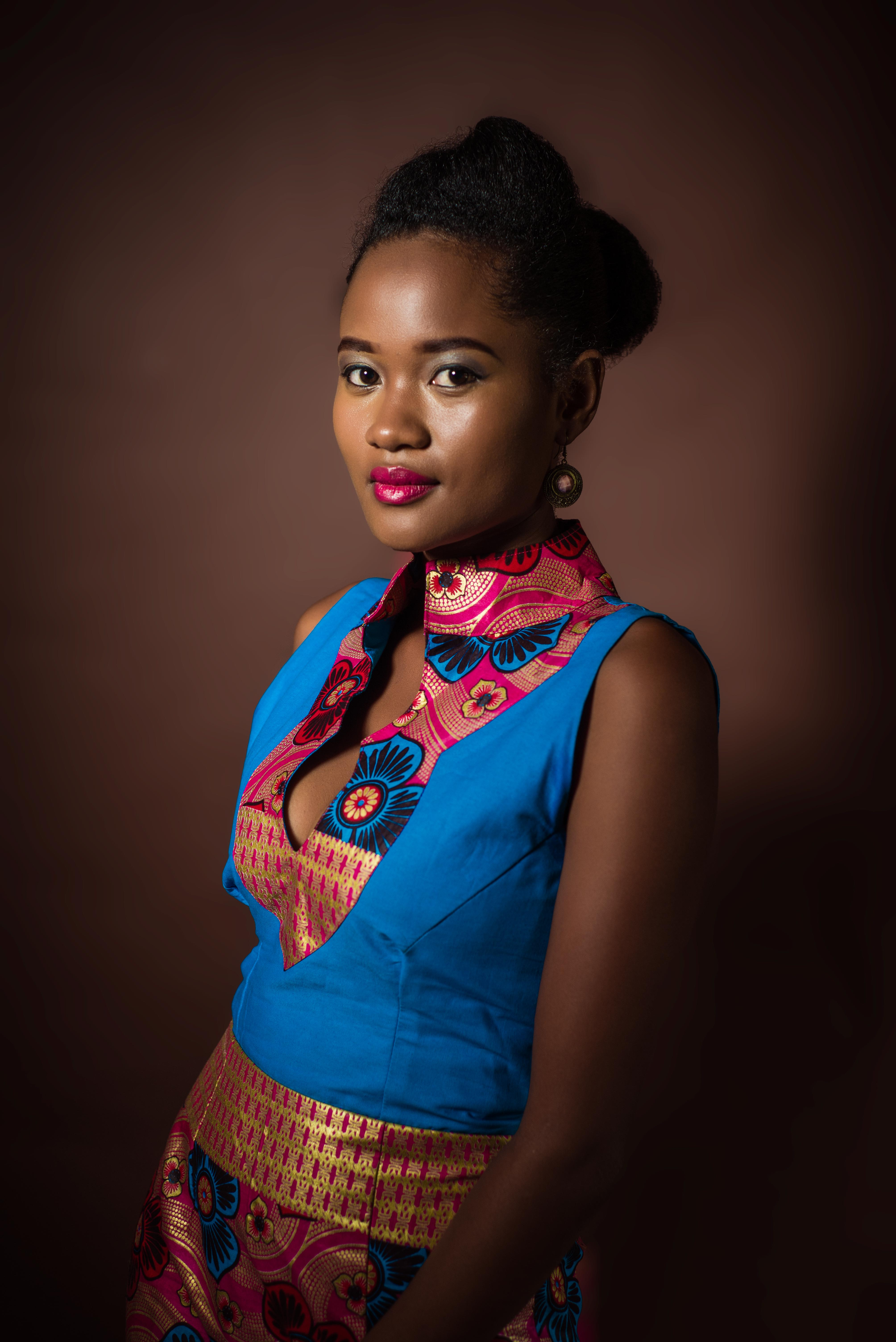
Mode contemporaine

Cet article concerne la culture de l'Ouganda (Afrique de l'Est), les pratiques culturelles de ses 40 000 000 d'habitants.

## Langues et peuples
- Langues en Ouganda, dont les deux langues officielles, le swahili et l'anglais
- Langues d'Ouganda, environ 40 langues, bantoues, nilotiques, soudaniques et kuliak
- Groupes ethniques en Ouganda (environ 47), dont les Twa de la région des Grands Lacs
- Population de l'Afrique des Grands Lacs
- Liste des groupes ethniques d'Afrique

## Traditions

### Religion(s)
- Généralités
  - Religions traditionnelles africaines, Animisme, Fétichisme, Esprit tutélaire, Mythologies africaines
  - Religion en Afrique, Christianisme en Afrique, Islam en Afrique
  - Islam radical en Afrique noire
  - Anthropologie de la religion
- Religion en Ouganda
  - Christianisme (80-85 %), catholicisme (40 %), anglicanisme (32 %), pentecôtisme (10 %), adventisme, orthodoxie...
  - Islam en Ouganda (10-14 %), Sunnisme, Chiisme, Soufisme, Charia
  - Autres : baha'isme, hindouisme, bouddhisme
  - Histoire des Juifs en Ouganda (en)
  - Liberté de religion en Ouganda (en)
  - Athéisme, Irréligion (<1 %)
  - Religions indigènes (<1 % officiellement)

### Symboles
- Armoiries de l'Ouganda
- Drapeau de l'Ouganda
- Oh Uganda, Land of Beauty, hymne national
- Grue royale, emblème animal
- For God and My Country (Pour Dieu et mon pays), devise nationale
- Ordres, décorations et médailles en Ouganda (en)

### Folklore et Mythologie
- Kintu, mythe ganda
- Mythologie lugbara (en)
- Ggulu (en), Kaikuzi (en)

### Fêtes
- Fête nationale le 9 octobre
- Jours fériés en Ouganda

## Vie sociale

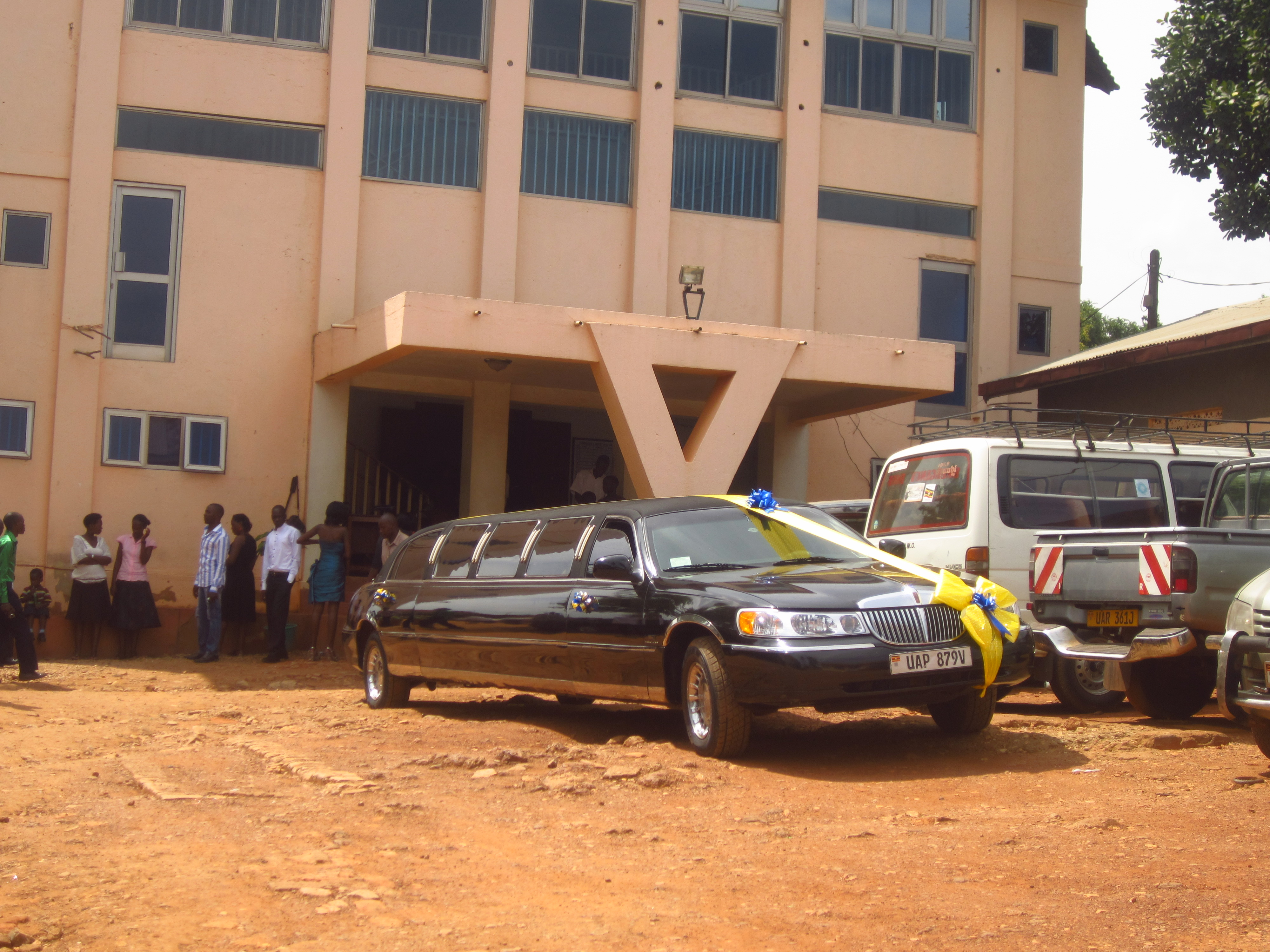
Mariage en milieu urbain.

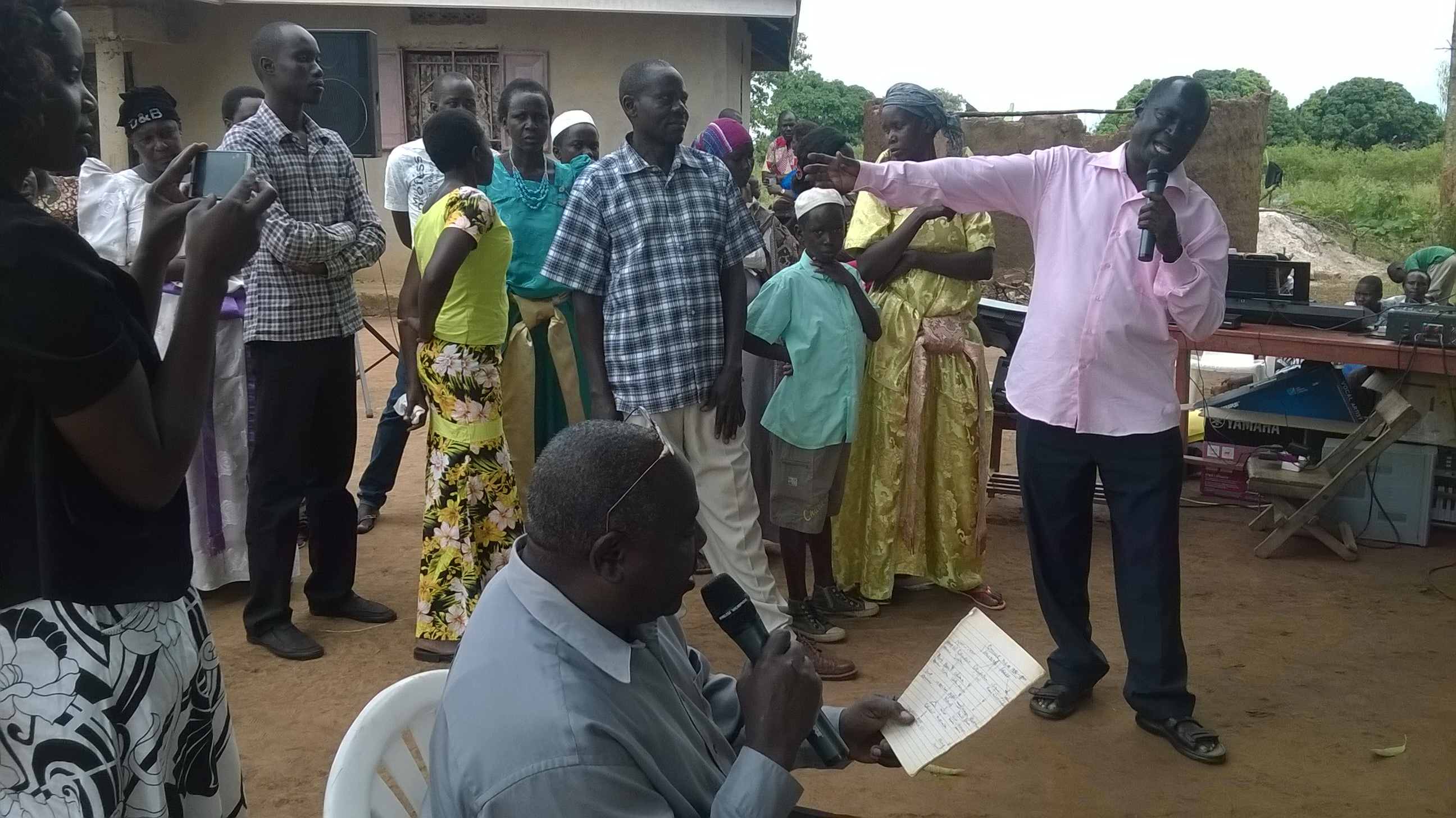
Cérémonie annuelle pour que les membres d'un même clan fassent connaissance et évitent ainsi de se marier entre eux.

### Famille
- Nom de famille, Nom personnel

### Société
- Personnalités ougandaises
- Pauvreté en Ouganda (en)

### Droit
- Droits de l'homme en Ouganda
- Criminalité en Ouganda
- Racisme en Ouganda (en)
- LGBT en Ouganda
- Loi anti-homosexualité en Ouganda en 2013
- Corruption en Ouganda (en)
- Trafic d'êtres humains en Ouganda (en)
- Prostitution en Ouganda (en)
- Avortement en Ouganda (en)

### Éducation
- Éducation en Ouganda (en)
- Université en Ouganda
- Jeunesse en Ouganda
- Science et technologie en Ouganda (en)

### État
- Histoire de l'Ouganda
- Terrorisme en Ouganda (en)
- Groupes rebelles en Ouganda}
- List of wars involving Uganda (en)

## Arts de la table

### Cuisine(s)

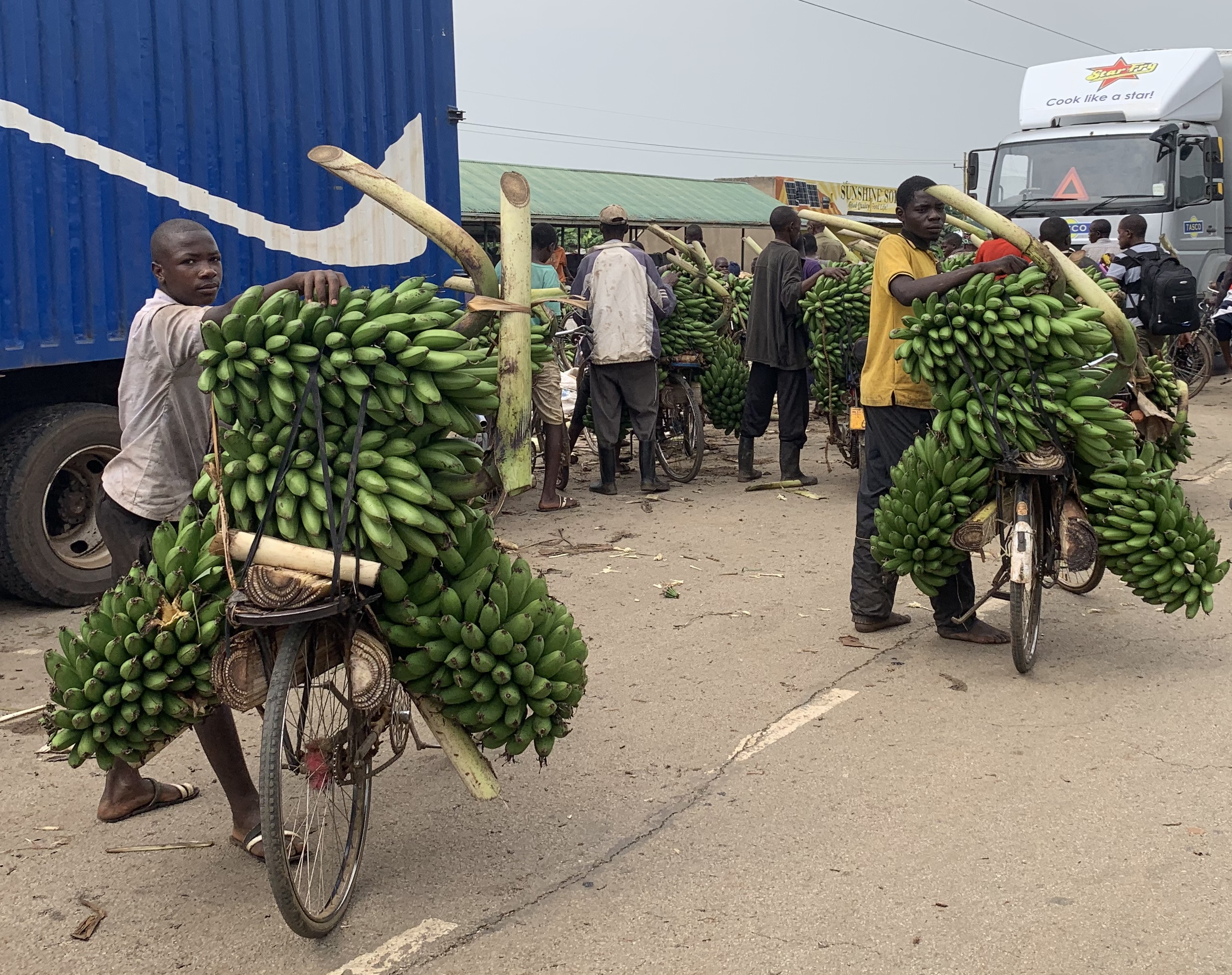
Omniprésence de la banane plantain (matooke).

- Cuisine ougandaise, Cuisine africaine
- Patate douce, Igname, Manioc, Banane, Arachide, Sésame
- Ugali, Matooke
- Malewa
- Cuisine lugbara (en)

### Boisson(s)
- Eau, plate ou gazeuse
- Sodas
- Thé, Café
- Bière traditionnelle pombe (banane, millet...), ou bière occidentale
- Boisson distillée locale, Waragi (manioc, banane, millet, canne à sucre)

## Santé
- Santé en Ouganda (en)
- Accès à l'eau, traitement des eaux, réservoirs, irrigation, Water supply and sanitation in Uganda (en)
- Dénutrition, malnutrition, famines
- Malaria, fièvre jaune, mal de tête (nodding disease), HIV/Aids, maladies dentaires
- Sida en Ouganda (en)
- Mortalité maternelle et infantile

### Jeux populaires
- Omweso (en)

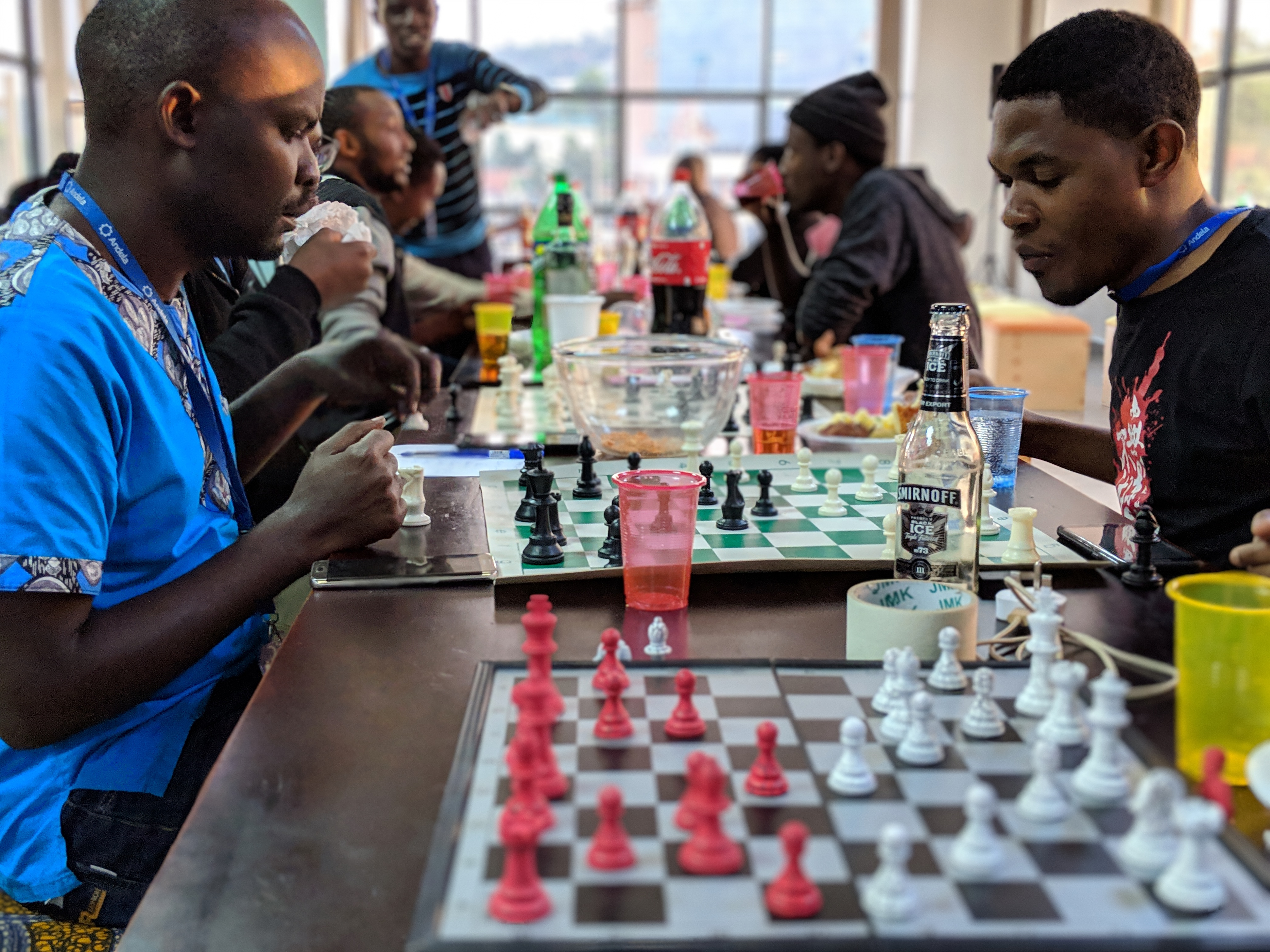
Échecs.
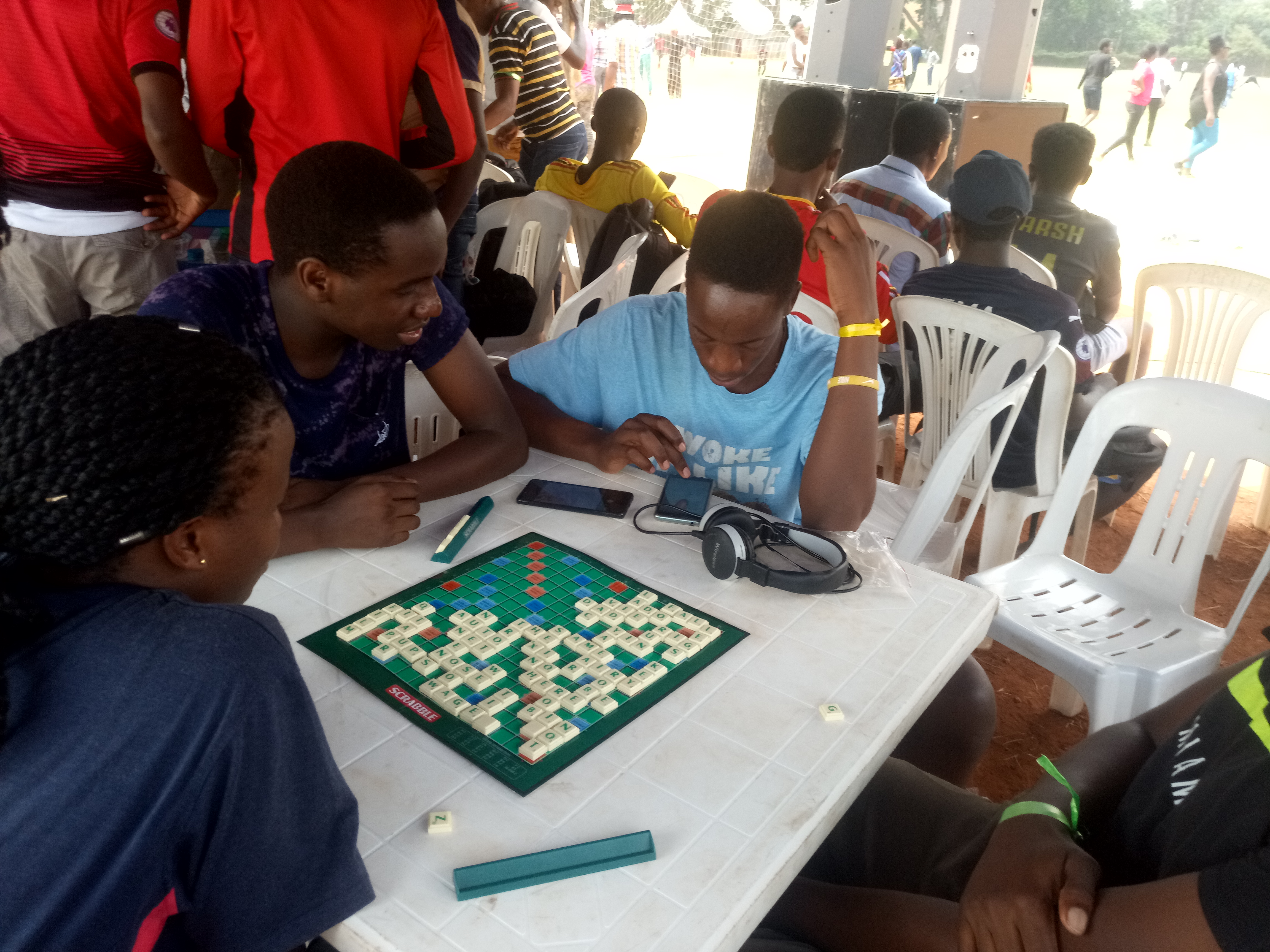
Scrabble.
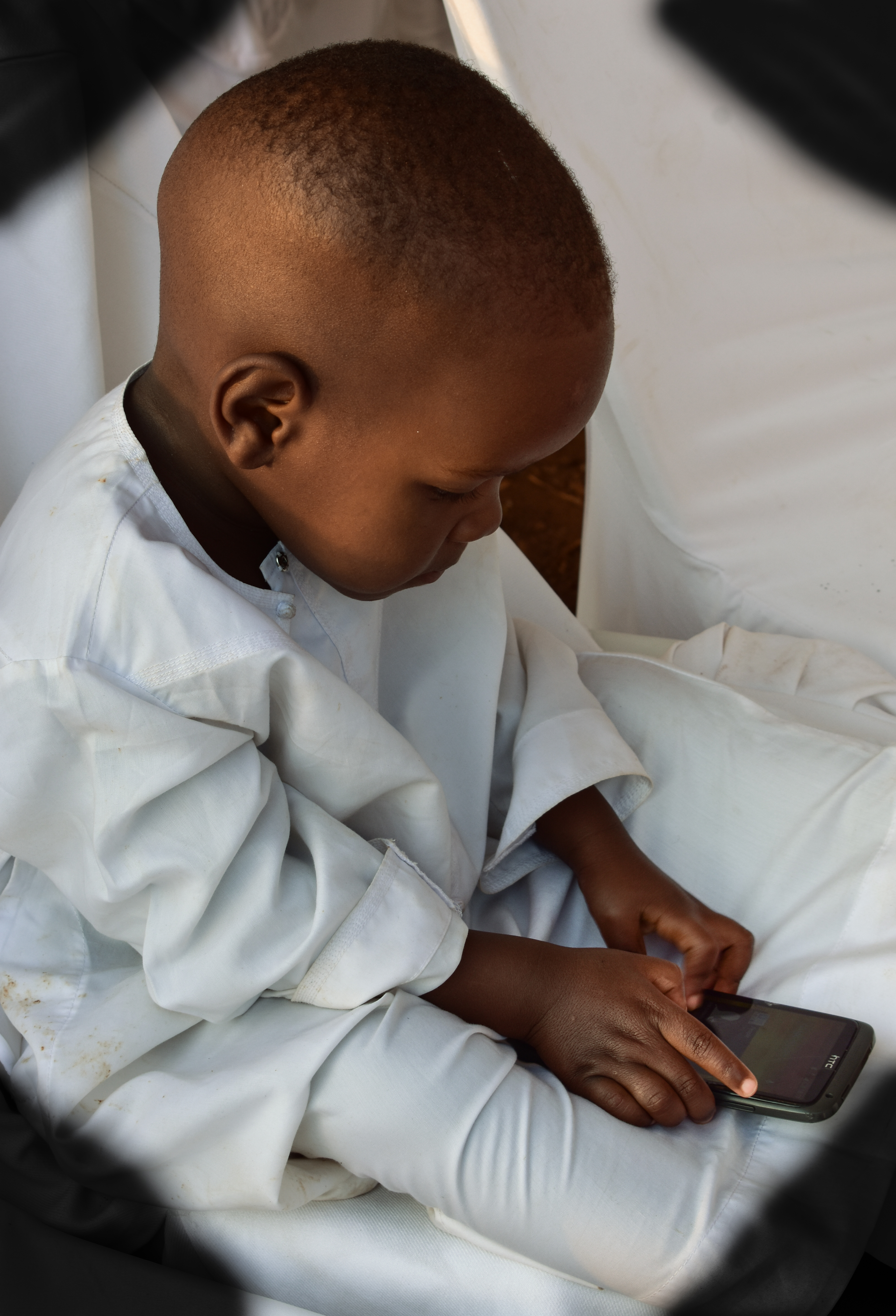
Téléphone.

### Sports
- Sports en Ouganda, athlétisme, baseball, basket-ball, boxe, cricket, football, hand-ball, rugby, tennis, volley-ball
- Sportifs ougandais, Sportives ougandaises
- Ouganda aux Jeux olympiques
- Ouganda aux Jeux du Commonwealth
- Ouganda aux Jeux paralympiques
- Jeux africains ou Jeux panafricains, depuis 1965, tous les 4 ans (...2011-2015-2019...)

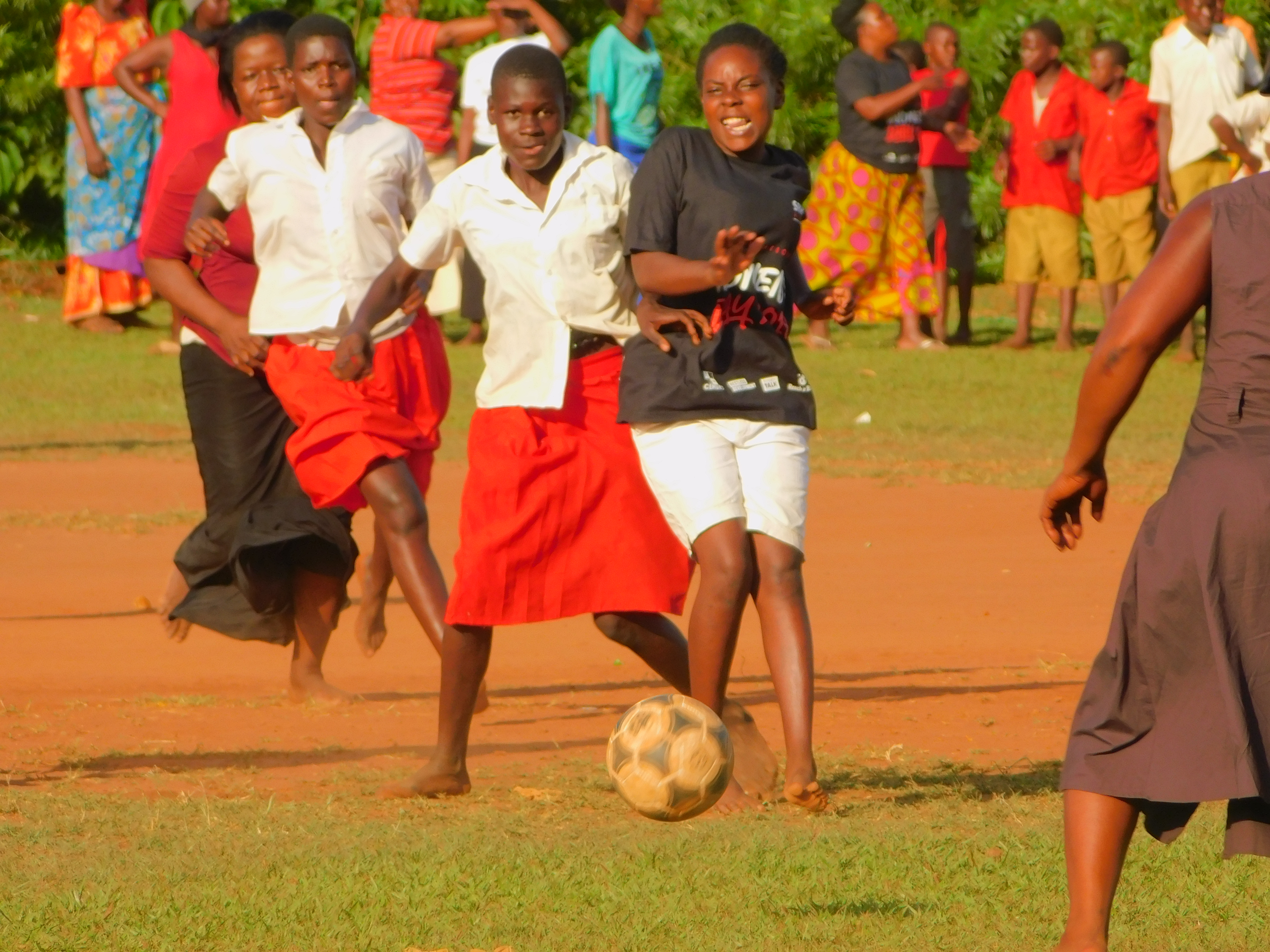
Football.
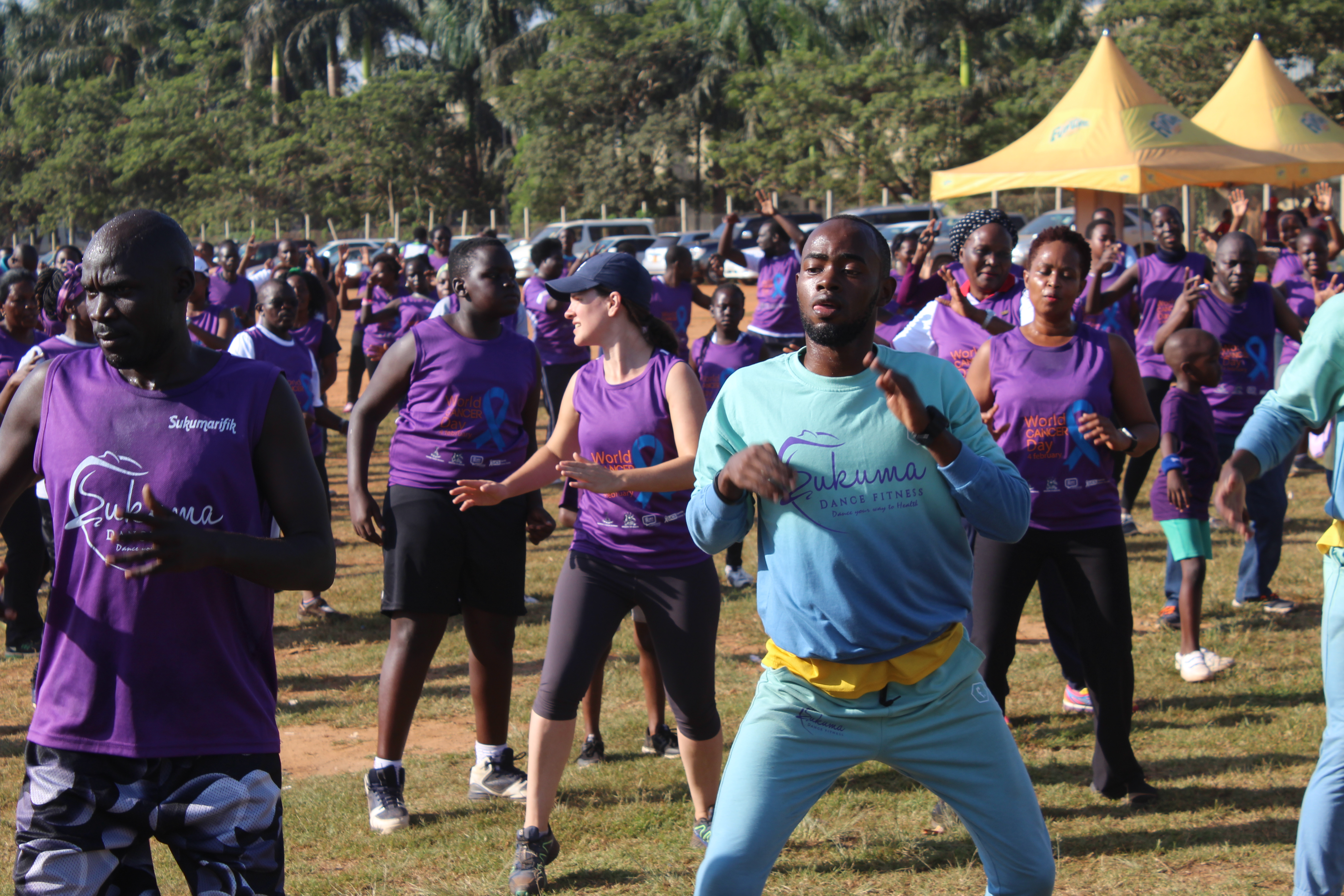
Fitness.
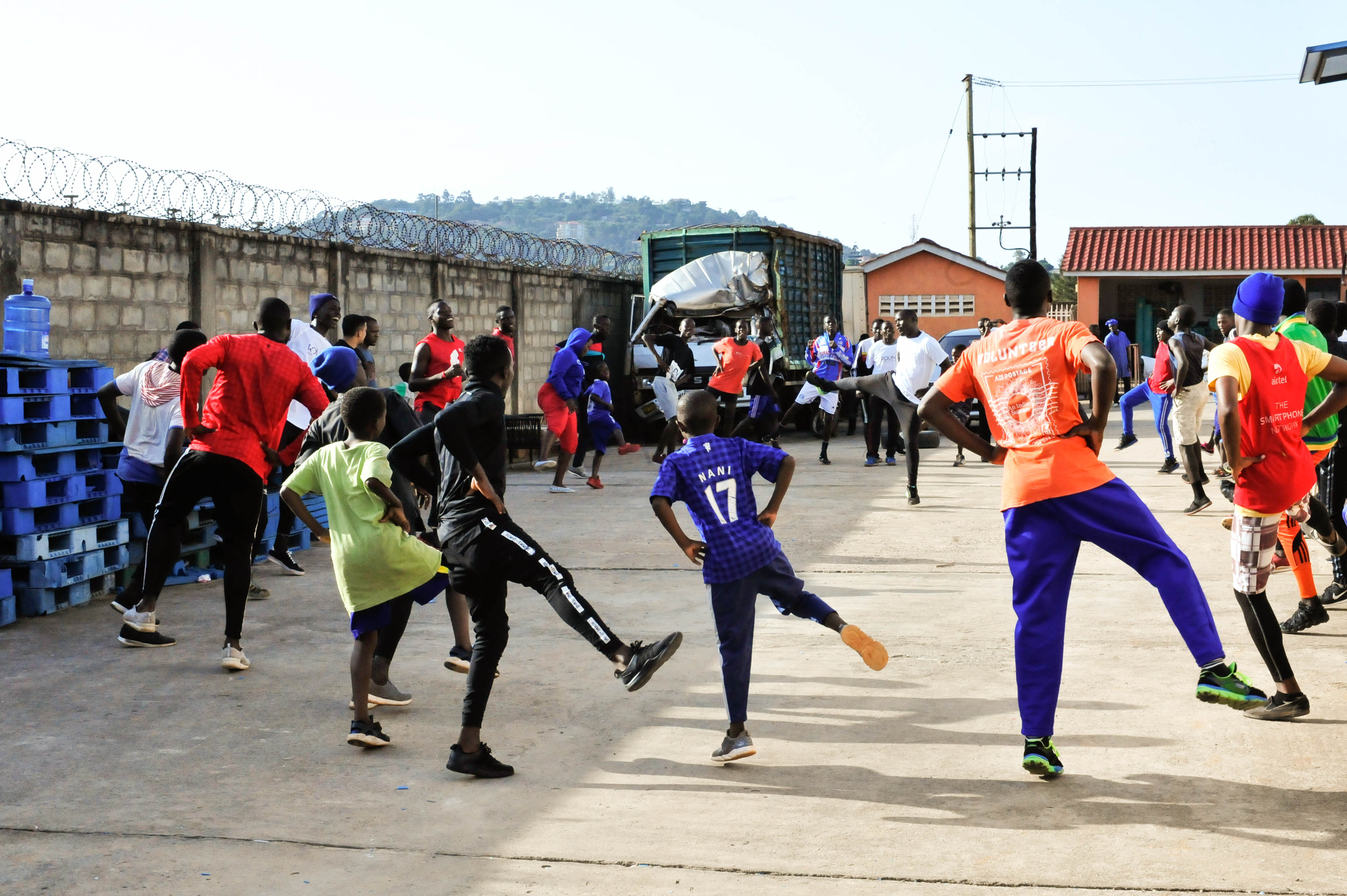
Aerobic.
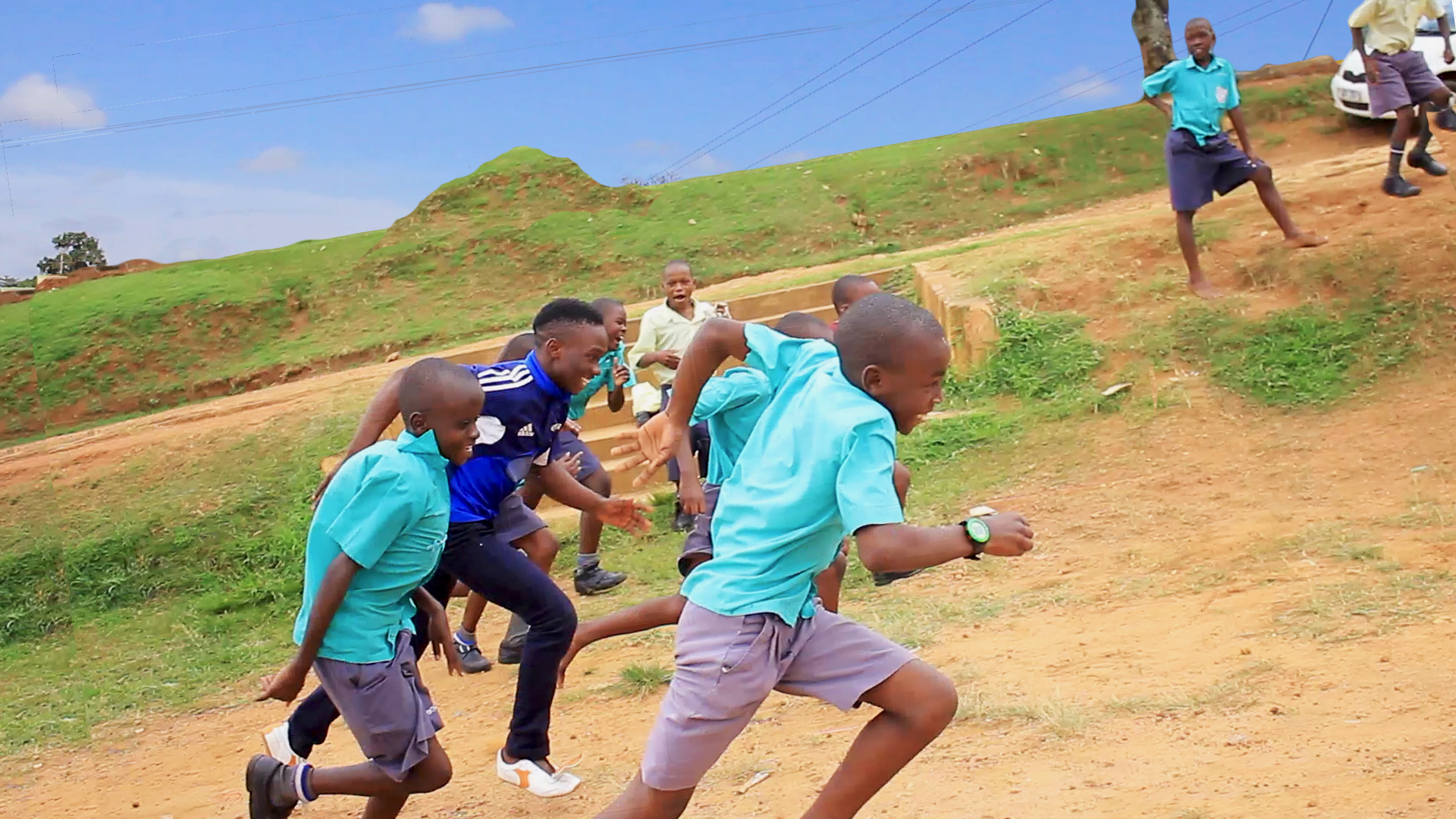
Course à pied.
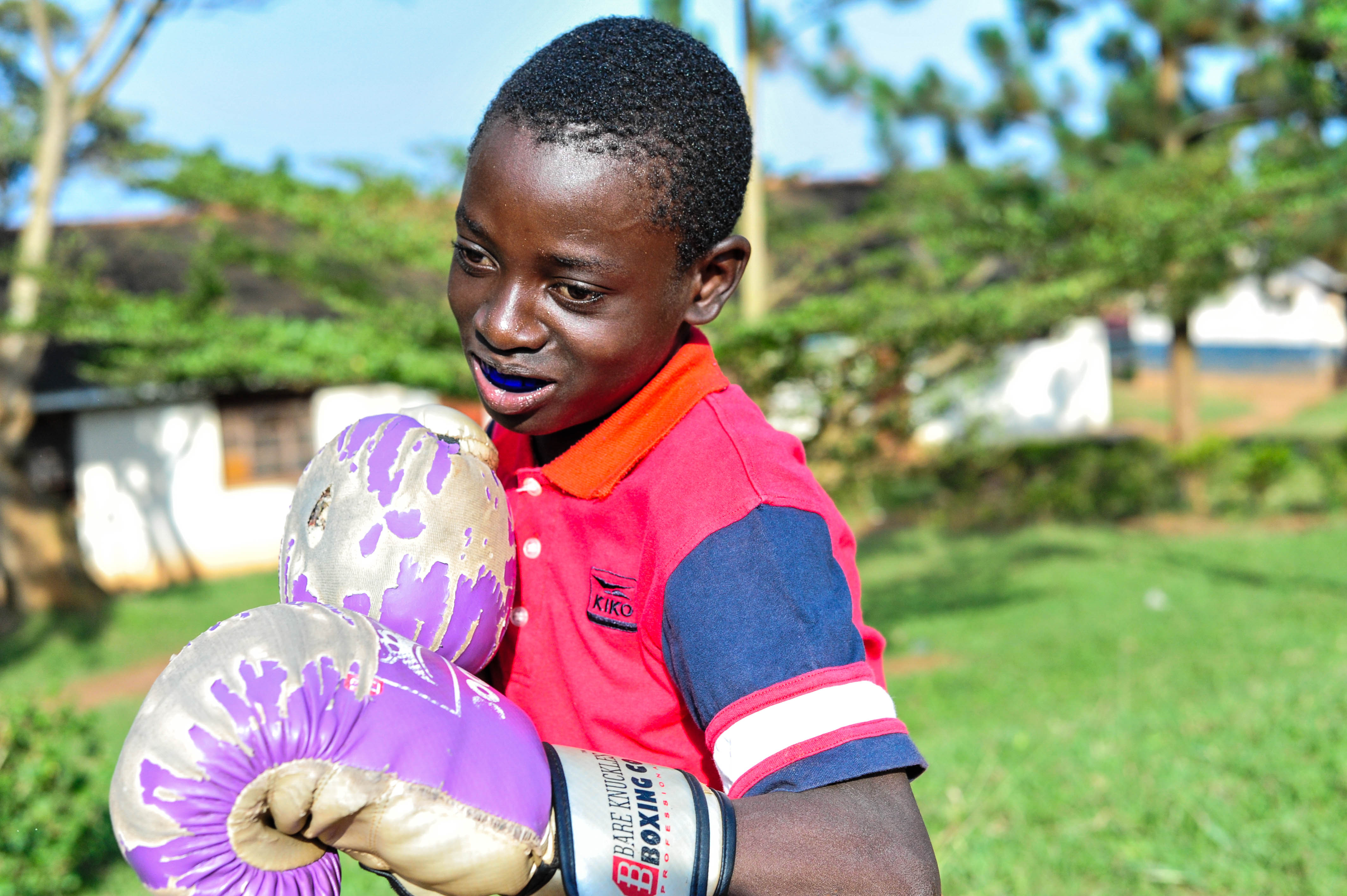
Boxe.

### Arts martiaux
- Liste des luttes traditionnelles africaines par pays

## Artisanats
- Arts appliqués, Arts décoratifs, Arts mineurs, Artisanat d'art, Artisan(s), Trésor humain vivant, Maître d'art
- Artisanats par pays, Artistes par pays

Les savoir-faire liés à l’artisanat traditionnel relèvent (pour partie) du patrimoine culturel immatériel de l'humanité.
Mais une grande partie des techniques artisanales ont régressé, ou disparu, dès le début de la colonisation, et plus encore avec la globalisation, sans qu'elles aient été suffisamment recensées et documentées.

### Habits
- Gomesi, Kanzu...
- Designers de mode, Brian Ahumuza, Sylvia Owori, Studio One Eighty Nine...

## Médias
- Communications en Ouganda (en)
- Médias en Ouganda (en)
- Journalistes ougandais
- Posta Uganda
- New Vision Group (en) (1986)

En 2016, le classement mondial sur la liberté de la presse établi chaque année par Reporters sans frontières situe l'Ouganda au 102e rang sur 180 pays. Les intimidations et les violences à l'égard des journalistes y sont quasi quotidiennes.

### Presse écrite
- Liste de journaux en Ouganda (en)

### Radio
- Liste de stations de radio en Ouganda (en)

### Télévision
- Uganda Broadcasting Corporation (en)
- Bornfree Technologies Network (en)
- Liste des fournisseurs de serives de télévision satellitaire en Ouganda (en)

### Internet (.ug)
- Internet en Ouganda[3],[4],[5]
- Presse en ligne
- Sites web d'information
  - The Insider (news website) (en) (Kampala)
- Blogueurs

## Littérature
- Liste d'œuvres littéraires ougandaises (en)
- Liste d'écrivains ougandais dont Ayeta Anne Wangusa, Goretti Kyomuhendo, Monica Arac de Nyeko, Harriet Anena, Violet Barungi
  - Okot p'Bitek (1931-1982), Song of Lawino (en) (en acholi, puis en anglais), La chanson d'Ocol
  - Moses Isegawa (1963-)
  - Susan Kiguli (1969)[6]
- (en) The Spoken Word Project[7],[8]
- (en) Open Mic Uganda[9]
- Dramaturges ougandais (en)
- Liste de poètes ougandais (en)
- Littérature swahili (en), littérature en swahili, culture swahilie
- Littérature en kinyarwanda, site ELLAF
- Archives nationales de l'Ouganda (en)

## Arts visuels

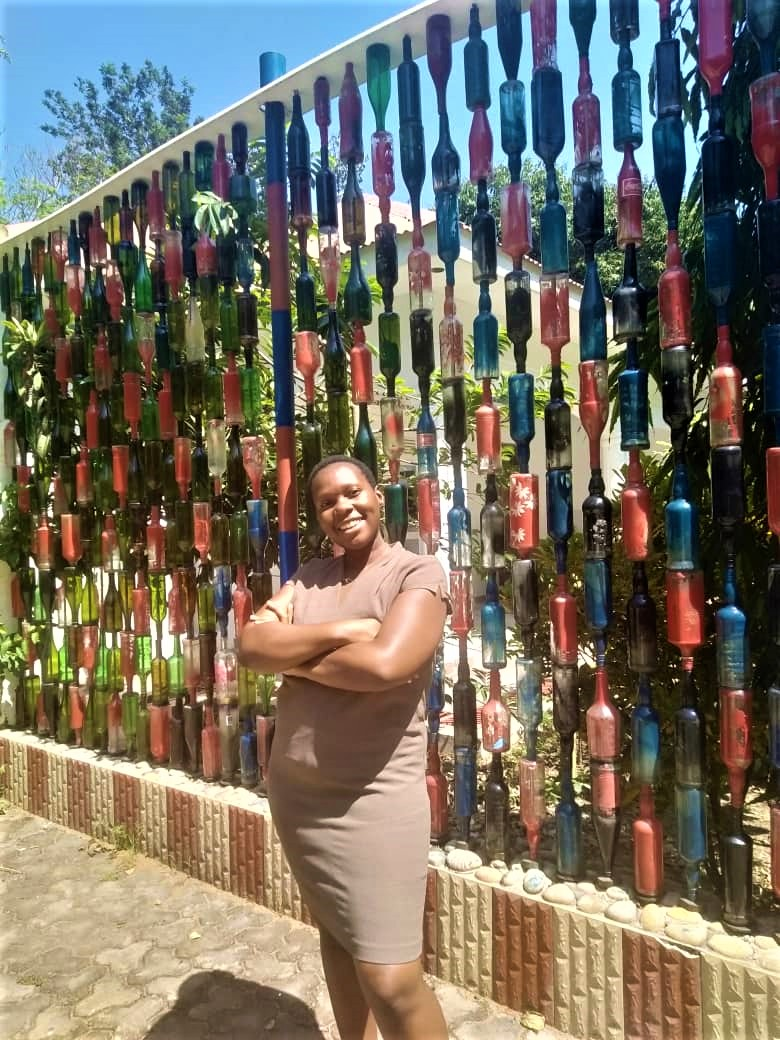
Recyclage de bouteilles à usage décoratif.

- Arts visuels, Arts plastiques, Art brut, Art urbain
- Art africain traditionnel, Art contemporain africain
- Artistes par pays
- NIAAD (en), Naggenda International Academy of Art and Design (privée)
- Rapport Africa Art Market Report (2014)

### Artistes visuels ougandais
- Art rupestre en Ouganda
- Artistes ougandais
- Zarina Bhimji, Okot p’Bitek, Moses Isegawa, China Keitetsi, Taban lo Liyong, Mahmood Mamdani, Okello Oculi, Pilkington Ssengendo
- Union des artistes et créateurs ougandais

### Peinture
- Peinture, Catégorie:Peinture par pays
- Jak Katarikawe (1940-)[10],[11],[12] (travaille au Kenya)

### Architecture
- Barnabas Nawangwe (1955-), Yasmin Shariff (1956-)

## Arts du spectacle

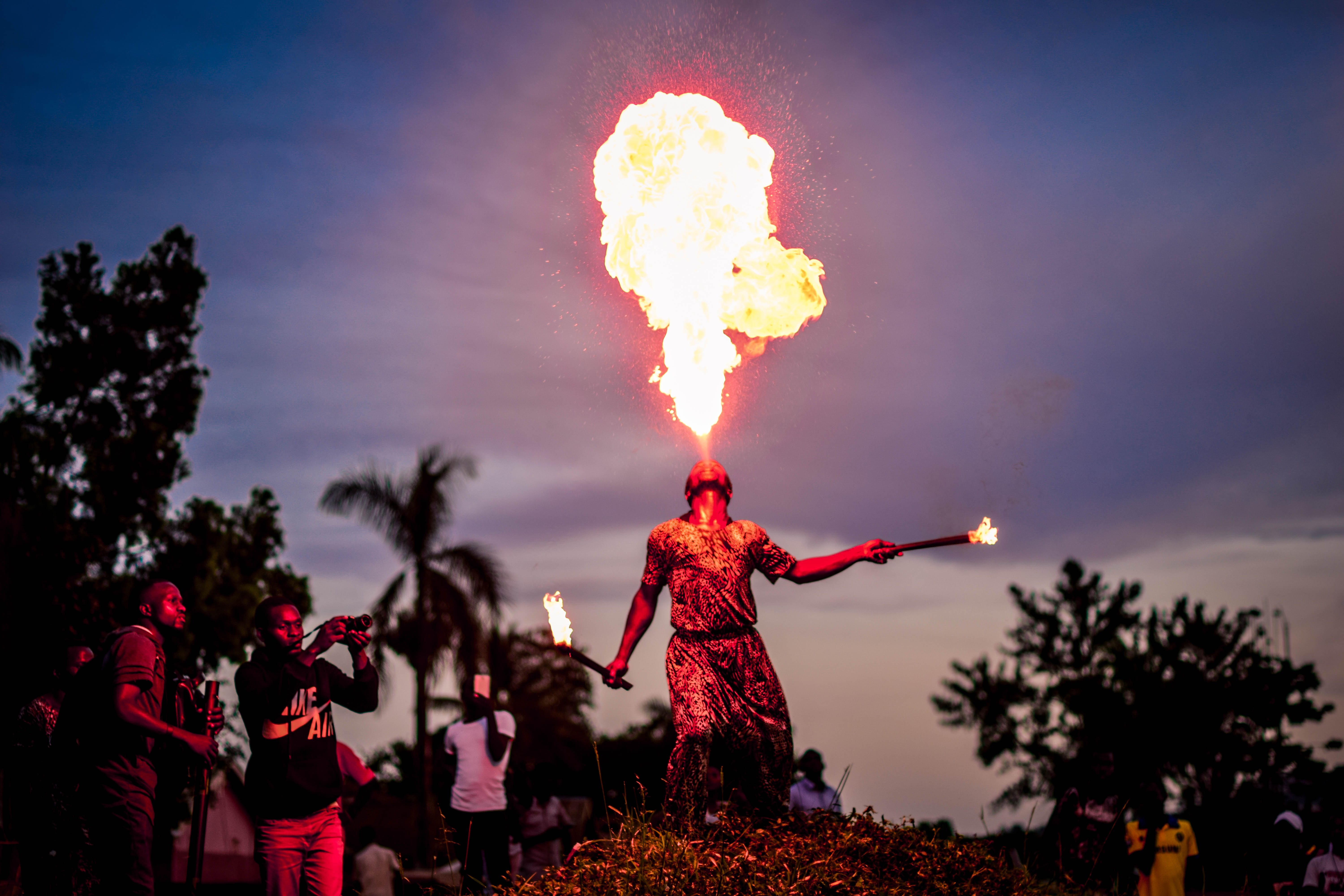
Cracheur de feu dans une banlieue de Kampala.

- Spectacle vivant, Performance, Art sonore
- Uganda National Cultural Centre (en)[13]
- Institut Goethe de Kampala

### Musique(s)
- Musiques par pays, improvisation musicale
- Musique de l'Ouganda (en)[14]
- Musiques traditionnelles[15],[16],[17] : Musique baganda (en), Musique lugbara (en), Bigwala, Haka Mukiga (en)
- Chants religieux : gospel, balokole (pentecôtiste)
- Musiques modernes[18],[19] : jazz, hiphop, RnB, Dancehall, Kadongo Kamu (en), Kidandali
- Milege World Music Festival (en)
- L'endongo est un instrument de musique africain qu'on trouve dans la région interlacustre de l'Ouganda.

### Danse(s)
- Liste de danses
- Uganda National Contemporary Ballet (en) (2007)
- Bigwala
- Angela Leigh, Gladys Oyenbot (1982-)

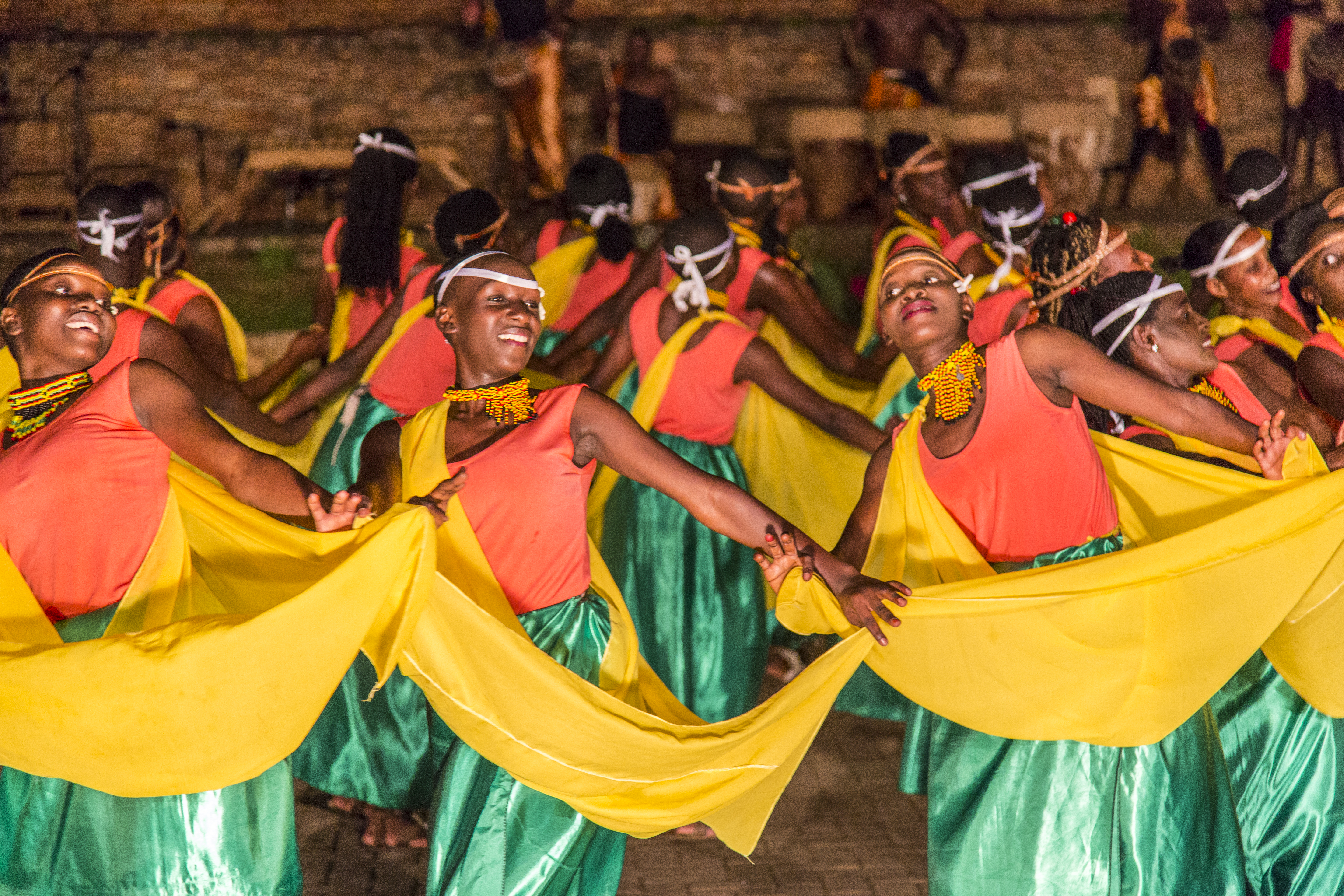
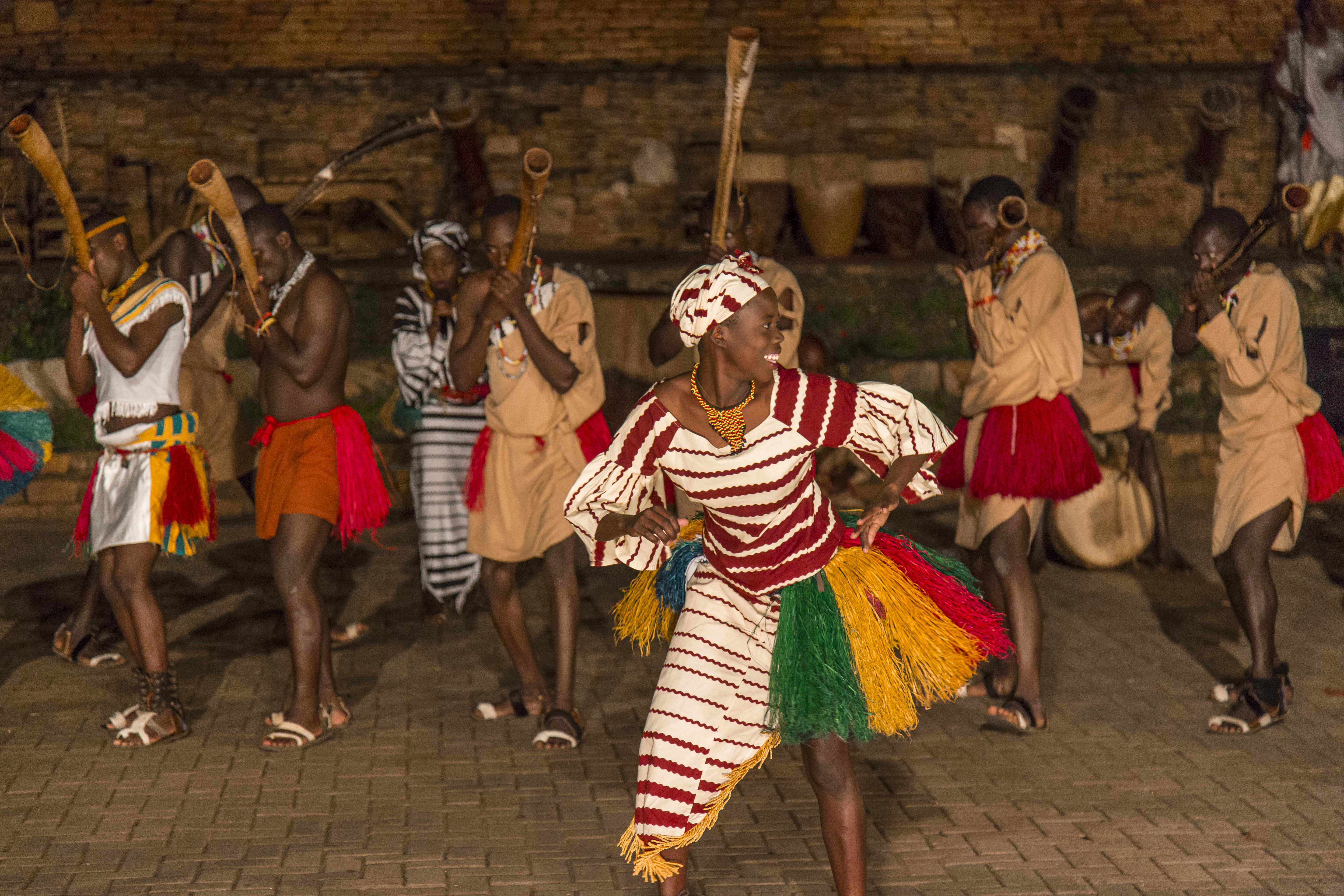
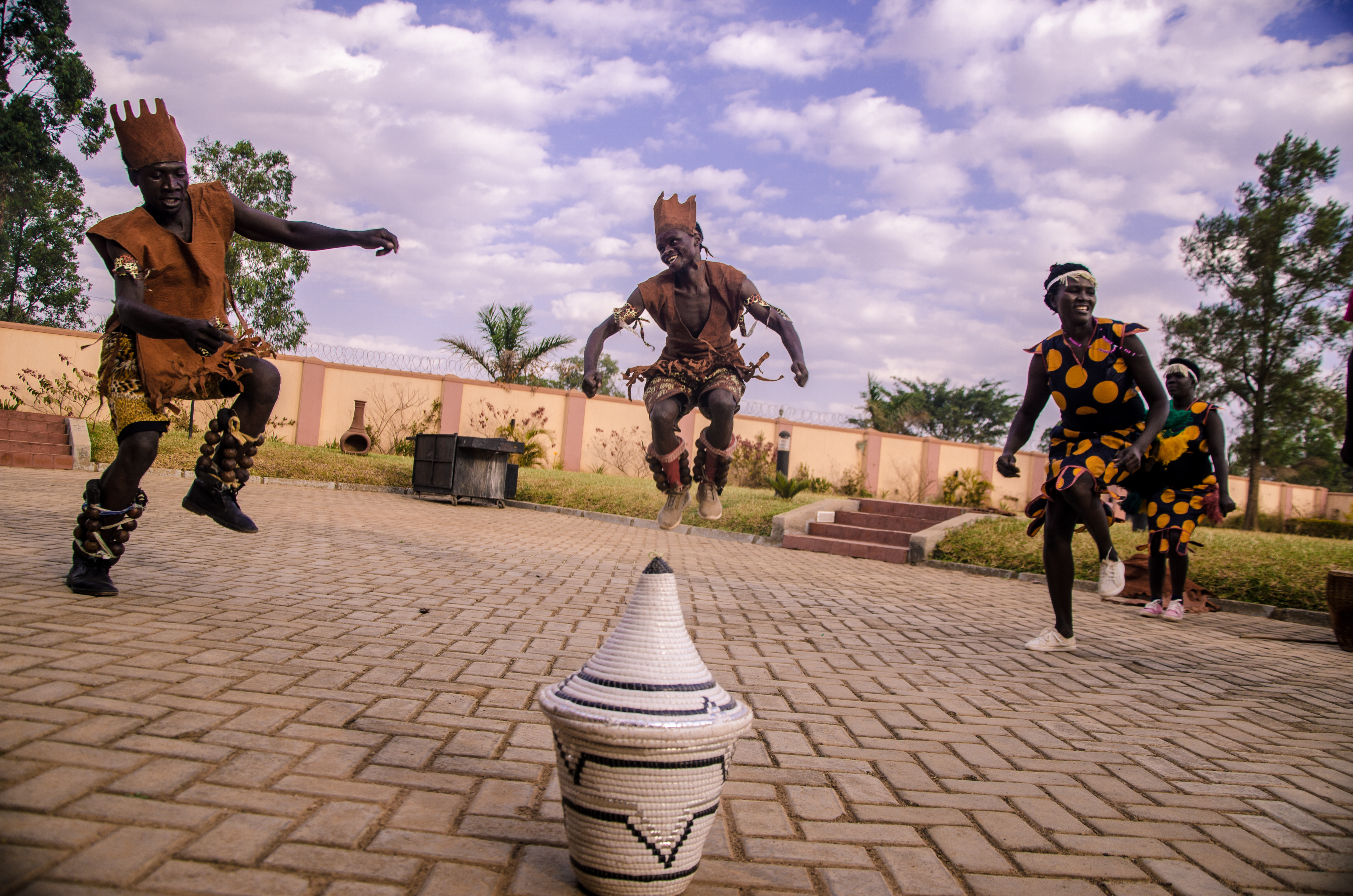
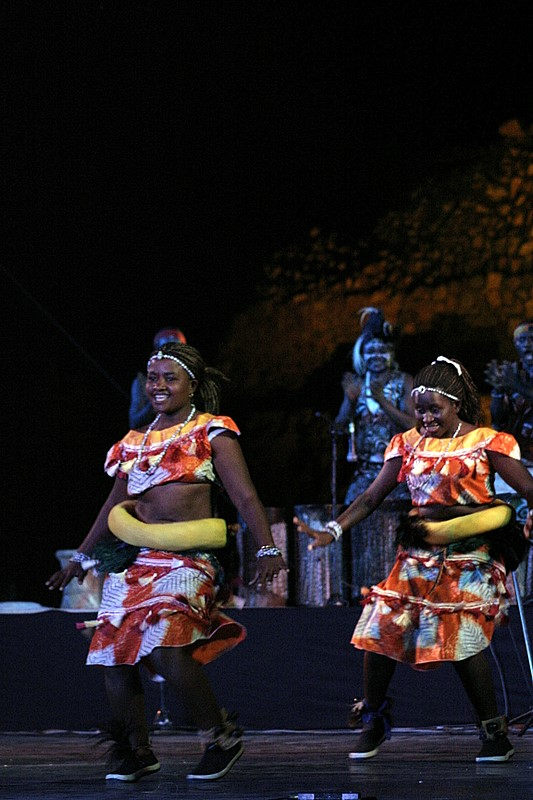

### Théâtre
- Improvisation théâtrale, Jeu narratif
- Théâtre traditionnel
- Théâtre moderne
- Dramaturges ougandais : Judith Adong, Violet Barungi, Austin Bukenya, Kemiyondo Coutinho, Dilman Dila, Angella Emurwon, Asiimwe Deborah GKashugi, Wycliffe Kiyingi, Patrick Mangeni, Rose Mbowa, Peter Nazareth, Lubwa p'Chong, John Ruganda, Mukotani Rugyendo, Robert Serumaga, Elvania Namukwaya Zirimu
- Acteurs de scène ougandais : Michael Kasaija, Arthur Kisenyi, Joel Okuyo Atiku, Ashraf Ssemwogerere, Patrick Ssenjovu, Michael Wawuyo Jr.
- Actrices de scène ougandaises : Nana Kagga, Anne Kansiime, Cleopatra Koheirwe, Rose Mbowa, Doreen Mirembe, Rehema Nanfuka, Gladys Oyenbot, Esteri Tebandeke

### Autres: marionnettes, mime, pantomime, prestidigitation
- Arts de la rue, Arts forains, Cirque,Théâtre de rue, Spectacle de rue,
- Marionnette, Arts pluridisciplinaires, Performance (art)…
- Formes mineures des arts de scène

### Cinéma
- Cinéma ougandais
- Liste de films ougandais (en)
- Wakaliwood[20], un cinéma d'action artisanal, violent, bricolé, imaginatif et humoristique[21] des bidonvilles de Kampala, dont Qui a tué le capitaine Alex ? (2010)

### Autres
- Vidéo, Jeu vidéo, Art numérique, Art interactif
- ONG RAPEC - Réseau africain des promoteurs et entrepreneurs culturels
- Société africaine de culture, association (SAC, 1956), devenue Communauté africaine de culture (CAC)
- Congrès des écrivains et artistes noirs (1956)
- Festival mondial des arts nègres (1966, 2010)
- Confréries de chasseurs en Afrique

## Tourisme
- Tourisme en Ouganda
- Attractions touristiques en Ouganda
- Conseils aux voyageurs pour l'Ouganda :
  - France Diplomatie.gouv.fr
  - Canada international.gc.ca
  - CG Suisse eda.admin.ch
  - USA US travel.state.gov
- Artisanat exportable, vannerie, corderie, poterie, bois, fer[22]
- sur Wikivoyage

## Patrimoine
Le programme Mémoire du monde (UNESCO, 1992) n'a rien inscrit pour ce pays dans son registre international Mémoire du monde (au 15/01/2016).

### Musées et autres institutions
- Liste de musées en Ouganda

### Liste du Patrimoine mondial
Le programme Patrimoine mondial (UNESCO, 1971) a inscrit dans sa liste du Patrimoine mondial (au 12/01/2016) : Liste du patrimoine mondial en Ouganda.

### Liste représentative du patrimoine culturel immatériel de l’humanité
Le programme Patrimoine culturel immatériel (UNESCO, 2003) a inscrit dans sa liste représentative du patrimoine culturel immatériel de l'humanité (au 15/01/2016) :
- 2008 : La fabrication des tissus d’écorce en Ouganda[23].
- 2012 : Le bigwala, musique de trompes en calebasse et danse du royaume du Busoga en Ouganda[24].
- 2013 : La tradition de l’empaako des Batooro, Banyoro, Batuku, Batagwenda et Banyabindi de l’ouest de l’Ouganda[25].
- 2014 : La cérémonie de purification des garçons chez les Lango du centre-nord de l’Ouganda[26].
- 2015 : La tradition orale Koogere des Basongora, Banyabidi et Batooro[27].

### Discographie
- (en) Uganda (collec. Hugh Tracey), International library of African music, Grahamstown (Afrique du Sud)
- (en) Royal court music from Uganda : 1950 & 1952 (collec. Hugh Tracey), International library of African music, Grahamstown (Afrique du Sud), 1998
- (en) Secular music from Uganda : 1950 & 1952 (collec. Hugh Tracey), International library of African music, Grahamstown (Afrique du Sud), 2003
- Ouganda : aux sources du Nil (collec. Patrick Marguerite), Radio-France, Paris ; Harmonia mundi, Arles, 1992
- Ouganda : ensembles villageois du Busoga, Archives internationales de musique populaire, Musée d'ethnographie, Genève ; VDE-Gallo, Lausanne, 1997
- Ouganda : musique des Baganda (collec. Jean-Jacques Nattiez), Radio-France, Paris ; Harmonia mundi, Arles, 2002

### Filmographie
- (en) Dodoth morning, film documentaire de Timothy Asch, Documentary Educational Resources, Watertown, MA, 2007, 20 min (DVD)